# 1052 Belgica
För andra betydelser, se Belgica.
1052 Belgica är en asteroid i huvudbältet som upptäcktes den 15 november 1925 av den belgiske astronomen Eugène Joseph Delporte. Dess preliminära beteckning var 1925 VD. Asteroiden namngavs senare efter nationen Belgien.
Belgicas senaste periheliepassage skedde den 11 september 2022. Vid denna passage upptäcktes att Belgica är en dubbelasteroid med en omloppstid på 47,26 ± 0,02 timmar. Den primära himlakroppen har en rotationstid på 2,7097 ± 0,0001 hours och verkar vara nästan helt sfärisk.